# Tabanus grunini
Tabanus grunini är en tvåvingeart som beskrevs av Olsufjev 1967. Tabanus grunini ingår i släktet Tabanus och familjen bromsar. Inga underarter finns listade i Catalogue of Life.